# Dinamo Wołogda
Dinamo Wołogda (ros. Футбольный клуб «Динамо» Вологда, Futbolnyj Kłub "Dinamo" Wołogda) – rosyjski klub piłkarski z siedzibą w mieście Wołogda.

## Historia
Piłkarska drużyna Dinamo została założona w 1926 w mieście Wołogda, chociaż już od 1911 w mieście rozgrywano mecze piłkarskie z udziałem miejscowej drużyny. 
W 1937 i 1938 inna drużyna z Wołogdy, którą łączą z Dinamem, Lokomotiw Wołogda występowała w rozgrywkach Pucharu ZSRR.
W 1966 zespół debiutował w Klasie B Mistrzostw ZSRR, w której występował do 1989, z wyjątkiem sezonu 1970, kiedy to spadł do niższej ligi.
W 1990 i 1991 występował w Drugiej Niższej Lidze ZSRR.
W Mistrzostwach Rosji klub występował najpierw w Pierwszej Lidze przez dwa sezony, a od 1994 w Drugiej Lidze, grupie Zachodniej.
W 2011 klub spadł do Ligi Amatorskiej, w której występował do 2015.

## Osiągnięcia
- 2. miejsce w Drugiej Lidze ZSRR: 1988
- 1/16 finału w Pucharze ZSRR: 1990
- 6. miejsce w Rosyjskiej Pierwszej Lidze: 1992
- 1/32 finału w Pucharze Rosji: 1993, 1996, 1998, 2002